# رودولفو كوتا
رودولفو كوتا (بالإسبانية: Rodolfo Cota)‏ هو لاعب كرة قدم مكسيكي، ولد في 3 يوليو 1987 في مازاتلان في المكسيك. شارك مع منتخب المكسيك تحت 20 سنة لكرة القدم. أما مع النوادي، فقد لعب مع نادي باتشوكا ونادي بويبلا ونادي غوادالاخارا.

## وصلات خارجية
- رودولفو كوتا على موقع الاتحاد الدولي (مؤرشف)  (الإنجليزية)
- رودولفو كوتا على موقع قاعدة بيانات كرة القدم.إي يو (الإنجليزية)
- رودولفو كوتا على موقع ناشيونال فوتبول تيمز (الإنجليزية)
- رودولفو كوتا على موقع Soccerway.com (الإنجليزية)
- رودولفو كوتا على موقع عالم كرة القدم.نت (الإنجليزية)
- رودولفو كوتا على موقع AS.com (الإسبانية)